# Championnat d'Islande de football de deuxième division 1982
Navigation
Saison précédente Saison suivante
La saison 1982 de 2. Deild était la 28e édition de la deuxième division islandaise. Les 10 clubs jouent les uns contre les autres lors de rencontres disputées en matchs aller et retour.
Les 2 premiers du classement en fin de saison sont promus en 1. Deild, tandis que les 2 derniers sont relégués en 3. Deild.
Le þrottur Reykjavik et le þor Akureyri accèdent de nouveau en première division. Le þrottur finit même la saison avec un record minimal de buts encaissés : 8 seulement en 18 matchs.

## Compétition

### Classement
Le barème de points servant à établir le classement se décompose ainsi :
- Victoire : 2 points
- Match nul : 1 point
- Défaite : 0 point

| Rang | Équipe              | Pts | J  | G  | N  | P  | Bp | Bc | Diff |
| ---- | ------------------- | --- | -- | -- | -- | -- | -- | -- | ---- |
| 1    | þrottur Reykjavik   | 28  | 18 | 12 | 5  | 1  | 27 | 8  | +19  |
| 2    | þor Akureyri R      | 23  | 18 | 8  | 7  | 3  | 36 | 19 | +17  |
| 3    | Reynir Sandgerði    | 21  | 18 | 9  | 3  | 6  | 26 | 16 | +10  |
| 4    | FH Hafnarfjörður R  | 20  | 18 | 7  | 6  | 5  | 21 | 23 | -2   |
| 5    | Völsungur Húsavík   | 16  | 18 | 5  | 6  | 7  | 20 | 21 | -1   |
| 6    | UMF Njarðvík P      | 15  | 18 | 5  | 5  | 8  | 24 | 30 | -6   |
| 7    | Einherji P          | 15  | 18 | 6  | 3  | 9  | 24 | 31 | -7   |
| 8    | Fylkir Reykjavik    | 14  | 18 | 1  | 12 | 5  | 12 | 18 | -6   |
| 9    | UMF Skallagrimur    | 14  | 18 | 5  | 4  | 9  | 22 | 31 | -9   |
| 10   | þrottur Norðfjörður | 13  | 18 | 5  | 3  | 10 | 10 | 25 | -15  |

|  | Promu en 1. Deild      |
|  | Relégation en 3. Deild |

## Bilan de la saison
| Promotion et relégation |                                      |
| Relégué en 3. Deild     | UMF Skallagrimur þrottur Norðfjörður |
| Promu en 1. Deild       | þrottur Reykjavik þor Akureyri       |

## Meilleurs buteurs
| # | Buteurs               | Clubs             | Nb de Buts |
| - | --------------------- | ----------------- | ---------- |
| 1 | Jon Halldorsson       | UMF Njarðvík      | 9          |
| 2 | Guðjon Guðmunðsson    | þor Akureyri      | 8          |
| 2 | Kristjan Kristjansson | Völsungur Húsavík | 8          |
| 2 | Sverrir Petursson     | þrottur Reykjavik | 8          |
| 5 | Palmi Jonsson         | FH Hafnarfjörður  | 7          |
| 5 | þordur Karlsson       | UMF Njarðvík      | 7          |
| 5 | Orn Guðmunðsson       | þor Akureyri      | 7          |